# Ato Parlamentar (Suécia)
O Ato Parlamentar (em sueco: Riksdagsordningen) regulamenta o funcionamento e composição do Parlamento da Suécia (Riksdagen). Foi promulgado em 1974 e atualizado em 2014 pelo referido parlamento, em substituição de diploma idêntico de 1810.
Esta lei não acompanha as outras 4 leis fundamentais (grundlagar) que compõem a Constituição da Suécia, mas tem todavia um estatuto intermédio entre lei normal e lei constitucional.